# Teologia de Karl Barth
A teologia de Karl Barth, um dos maiores teólogos do século XX (segundo autores como o católico Hans Urs von Balthasar e o protestante André Biéler), é difícil de ser enquadrada em uma classificação. Pelo menos, três fases de sua teologia podem ser percebidas: a fase liberal inicial, a fase dialética e a fase madura (caracterizada pela monumental obra Dogmática Eclesiástica).

## Posicionamento teológico

### O Comentário à Carta aos Romanos
Em 1916, Karl Barth e seu amigo Eduard Thurneysen começaram a estudar juntos a carta aos Romanos. Junto com Thurneysen, Barth iniciou um movimento de retorno à Escritura Sagrada e à teologia dos Reformadores. 
Em 1919, Barth escreveu o Comentário à Carta aos Romanos. Em 1922, ele escreveu a segunda edição, completamente reformulada, marcando o surgimento da assim chamada teologia dialética, também conhecida por teologia da crise. 
No prefácio à segunda edição, Barth diz: "nesta segunda redação do livro eliminei na medida do possível tudo o que na primeira pudesse deixar entender que a Teologia se funda, se apóia sobre uma Filosofia da existência ou dela receba a justificação." Portanto, a segunda edição do Comentário à Carta aos Romanos é o documento histórico que marca o início da teologia da crise, pois Barth designava a Palavra de juízo divino contra todo o empreendimento humano. O ser humano é descrito como um pecador que virou as costas para Deus, encontrando-se agora numa espécie de cegueira. Por si mesmo, o homem não possui a capacidade de conhecer a Deus. O conhecimento de Deus é uma dádiva a ser recebida pela fé em Cristo. O ser humano precisa se confrontar com a graça revelada em Cristo.

### A influência de Kierkegaard
O filósofo e teólogo dinamarquês Sören Kierkegaard (1813-1855) posicionou-se contra o sistema filosófico de Hegel. Kierkegaard não admitia que a responsabilidade pessoal fosse reduzida a "um momento" dentro do processo cósmico, que é a marcha do Espírito em direção ao Absoluto. 
Para Kierkegaard, há um abismo entre o divino e o humano, enquanto a filosofia de Hegel insistia numa continuidade. O dinamarquês salientou que existe uma "infinita diferença qualitativa" entre Deus e os seres humanos. Em sua queda e finitude, os seres humanos precisam acolher a verdade de Deus mediante uma decisão, um "salto de fé". Conhecer a Deus é uma atitude de fé, o que significa correr o risco de saltar. Deus é pessoal, santo e transcendente. Os seres humanos são finitos, pecadores e dependentes. Deus só pode ser conhecido mediante um relacionamento pessoal. Somente o "salto de fé", o risco pode nos proporcionar o verdadeiro relacionamento com Deus. Enquanto não houver o "salto de fé", podemos ter uma religiosidade ética, mas não seremos cristãos autênticos. 
Karl Barth identificou-se com o posicionamento de Kierkegaard contra o cristianismo cultural e a filosofia de Hegel de continuidade entre Deus e o mundo, reino de Deus e cultura. Também Barth entendeu que a fé cristã consiste no relacionamento entre o Deus santo e o ser humano finito e pecador. Era necessário enfatizar a transcendência de Deus, pois a teologia liberal havia encoberto esses temas com o racionalismo e a moralidade. 
No prefácio da segunda edição do Comentário à Carta aos Romanos, em 1922, Barth mostrou seu reconhecimento à reflexão de Kierkegaard. "Se tenho um sistema", diz ele, "ele está limitado ao reconhecimento do que Kierkegaard chamou de 'distinção qualitativa infinita' entre o tempo e a eternidade, e à minha opinião de que ela possui uma relevância negativa tanto quanto positiva: 'Deus está no céu e tu estás na terra'. O relacionamento entre esse homem e esse Deus é, para mim, o tema da Bíblia e a essência da filosofia."

### A teologia dialética
Barth pretendeu redescobrir o Evangelho sem o auxílio de um sistema filosófico. E assim teve início a teologia da Palavra de Deus (outra designação da teologia dialética ou teologia da crise). Seu postulado teológico é que "a possibilidade do conhecimento de Deus encontra-se na Palavra de Deus e em nenhum outro lugar". Portanto, "o Deus eterno deve ser conhecido em Jesus Cristo e não em outro lugar."
A teologia dialética não rejeita, mas questiona o método histórico-crítico como chave de interpretação da Bíblia. A interpretação histórico-crítica se concentrava demasiadamente em questões periféricas, ao passo que Barth enfatizava a proclamação (querigma) como sendo o fundamental.  
Barth enxergou aspectos positivos no método histórico-crítico. Mas, posicionou-se contra o "abuso idealista e reacionário desse método". A teologia de Barth, ao contrário, aponta para a centralidade da Sagrada Escritura, o documento da revelação de Deus. Barth aconselhava, daí, que sejam respeitados os limites do método histórico-crítico. 
A autoridade da Palavra de Deus, segundo Barth, não pode ser submetida a critérios de pesquisa. A razão humana não pode ser o critério último para a análise dos escritos bíblicos. Nesse caso, corre-se o perigo de identificar Espírito Santo com razão humana. O método histórico-crítico corre o risco de identificar interpretação racional com a Palavra de Deus. Por isso, tornou-se paradigmática a declaração de Barth: "Mais críticos deveriam ser os histórico-críticos."
De acordo com a crítica barthiana, o método histórico-crítico considera como o histórico apenas o analógico (baseado em semelhança). Tudo o que foge dos esquema de analogia (relação de semelhança) é rotulado de simbólico, lendário e mitológico. Os conceitos de fé naufragam na "onipotência" da analogia. Para Barth, entretanto, os conteúdos decisivos da fé cristã deveriam permanecer com seu caráter transformador. 
Segundo Karl Barth, a dimensão escatológica do agir divino, o totaliter aliter (o Totalmente Outro) deve ser preservada. A dialética acentuaria, então, o contraste entre a eternidade e o tempo, entre Deus e a humanidade. O método dialético de Barth coloca os pontos de vista diferentes em confronto. Obtém-se assim um equilíbrio entre as declarações que afirmam e as que negam certa proposição. Desse modo, as respostas são interrogadas, e as perguntas, respondidas. Nas palavras do teólogo suíço: 
| “ | "apenas resta, pois […] relacionar ambos, o positivo e o negativo, um com o outro. Para esclarecer o sim pelo não e o não pelo sim, sem nos demorarmos mais que um momento no sim ou no não; deste modo, por exemplo, falando da glória de Deus na criação apenas para passar imediatamente a ressaltar que Deus está completamente oculto a nós na natureza, e falar da morte e da transitoriedade da vida apenas para lembrar a majestade da vida inteiramente outra que vem a nosso encontro nessa própria morte." | ” |

### O Conceito de Religião
Barth salientou que existe uma distância infinita e qualitativa entre ser humano e Deus. Além desta distância, existe uma oposição substancial entre Deus e tudo aquilo que é humano: a razão, a cultura, a filosofia. Com sua pretensão de tornar a fé popular com recursos do método histórico-crítico, da cultura e da filosofia, os teólogos liberais teriam diminuído a transcendência de Deus. Barth se contrapôs a isto, afirmando que Deus é "o Totalmente Outro", sendo inútil tentar captá-lo com instrumentos humanos. Segundo ele:
| “ | "Deus é o Deus desconhecido […]. A excelência de Deus sobre todos os deuses, a sua característica como Deus, como Criador e Redentor, está no fato de que nós não podemos saber nada de Deus, no fato de que nós não somos Deus, no fato de que o Senhor deve ser temido. Por isso, é legítima a rebelião contra o Deus que é fruto de uma religião que, como a liberal, transforma Deus em ídolo. Ela, porém, não atinge a Deus, mas somente sua caricatura humana […]. Contra Zeus, o não-Deus que tomou o seu lugar, Prometeu revolta-se com toda razão". | ” |

De acordo com Barth, portanto, o homem nada pode saber e dizer a respeito de Deus por si mesmo. A pessoa que pretende falar de Deus a partir de seus sentimentos e raciocínio, estaria na verdade falando de um ídolo. O verdadeiro Deus é Totalmente Outro em relação ao ser humano – em tudo o que ele pensa, sente, deseja, elabora e compreende. 
Afeito à ideia de revelação, Barth descobriu nas Sagradas Escrituras a grande ruptura: a separação entre Deus e o homem, entre o Reino de Deus e o mundo. O Deus do Evangelho - o desconhecido, o Totalmente Outro, e absolutamente transcendente - revela-se e diz não a todos os empreendimentos da cultura e do espírito, mediante os quais o ser humano se esforça para afirmar sua autonomia e seu poder. Dentre todos os empreendimentos humanos, a religião seria o mais pernicioso. 
O homem religioso, para Karl Barth, seria aquele que quer captar Deus para seu proveito próprio, e desse modo se afunda na mentira e na idolatria. Sendo assim, nenhum outro empreendimento estimularia mais a mentira e a idolatria do que a religião. A vivência da fé foi transformada em cristianismo, e a igreja cristã passou a se comprometer com o mundo, com a civilização e com a história. Com esta vinculação, cristianismo e igreja teriam recusado o não que Deus pronuncia sobre toda a humanidade. 
A percepção deste não divino é, também, a percepção de que o Deus oculto - o Totalmente Outro - está se revelando. De acordo com Barth, ao encontrar o homem, Deus o chama a uma decisão existencial da fé. Portanto, todo o empreendimento humano dever-se-ia reduzir a nada na presença da Palavra de Deus. A revelação de Deus invade a existência humana, levando o homem a uma decisão existencial. O único contato possível entre o divino e o humano se dá por intermédio da encarnação de Deus em Jesus Cristo. Neste instante, segundo a dialética de Karl Barth, o sim de Deus atinge verticalmente o homem e o mundo. O sim de Deus foi pronunciado em Jesus Cristo - o momento central e decisivo desta revelação vertical. Portanto, para Barth (indicando, assim, a herança calvinista) é Deus quem estabelece o relacionamento, não havendo caminho que se dirija da terra para o céu.

### Analogia entisXAnalogia fidei
Com muita veemência, Barth rejeita qualquer modalidade de teologia natural. Para ele, Deus não pode ser conhecido pela capacidade da razão humana, ele também não se revela na natureza e nem na história. 
Essa recusa de Barth a qualquer tipo de teologia natural, levou-o a travar uma disputa com o teólogo reformado Emil Brunner. A rejeição total da teologia natural e a desconsideração por uma revelação mais ampla, por parte de Barth, foram criticadas por Brunner, que reconhecia a existência de um ponto de contato entre o Evangelho e a natureza humana. Em 1934, Barth escreveu uma declaração em resposta a Brunner intitulada Nein (Não), rejeitando a teologia natural. Brunner também observou que a doutrina da eleição, formulada por Barth, desembocava num universalismo. 
Acentuando que a revelação de Deus aconteceu exclusivamente em Jesus Cristo, Barth posicionou-se contrário à doutrina católica romana da analogia entis (analogia do ser), contrapondo-a à analogia fidei (analogia da fé). 
Para Tomás de Aquino, há uma correspondência (analogia) e até uma semelhança entre Deus e sua criatura, o que nos permitiria aplicar conceitos humanos em referência a Deus. Essa correspondência do ser foi denominada de analogia entis. Barth salientou que a correspondência (analogia) acontece somente numa relação de fé, e exclusivamente por iniciativa de Deus. Ela não acontece naturalmente. Por isso, ele acentuou a analogia fidei. Qualquer pretenso conhecimento racional de Deus vem a ser "culpada arrogância religiosa". 
A teologia católica seguia o princípio tomista da analogia entis: a ideia de que é possível falar de Deus a partir do conhecimento humano. Segundo Barth, a analogia entis é o abominável caminho que vai de baixo para cima, com a presunção de que a partir da terra se penetre no mistério divino. O caminho correto seria o que parte da revelação de Deus – de cima para baixo; é o caminho da analogia fidei. É a partir da fé que o cristão compreende a verdade de Deus e não se baseando na sua própria razão. Quando a fé procura suportes racionais, ela deixa de ser fé. Segundo Barth: 
| “ | "… se nós conhecemos Deus como Senhor (Criador, Reconciliador e Redentor), não é porque conhecemos outros senhores e senhorias. E também não é verdade que o nosso conhecimento de Deus como Senhor deve-se em parte ao nosso conhecimento de outros senhores e senhorias e em parte à revelação. O nosso conhecimento de Deus como Senhor deve-se total e exclusivamente à revelação de Deus". | ” |

E Barth prossegue, argumentando em prol da analogia fidei: 
| “ | "À pergunta de como conseguimos nós conhecer Deus por meio do nosso pensamento e da nossa linguagem, devemos dar a resposta que, por nós, não podemos jamais alcançá-lo e conhecê-lo. Isso só acontece quando a graça da revelação de Deus nos alcança e nossos métodos de pensar e falar, adota-nos e a eles, perdoa, salva e protege a nós e a eles. A nós só é concedido e permitido fazer uso – e uso com êxito – dos instrumentos postos à nossa disposição. Não somos nós que criamos esse êxito e sequer os nossos meios, mas sim a graça da revelação de Deus". | ” |

Mas, de acordo com a perspectiva barthiana, o homem pode (e deve) falar de Deus deixando que Deus, e só Ele, fale. E "a Palavra de Deus outra coisa não é do que o próprio Jesus". É neste sentido que pode-se falar da concentração cristológica da teologia de Barth.

### Palavra de Deus e Concentração Cristológica
Além de teólogo, Barth foi pastor. Disto decorre a importância do tema da Palavra de Deus em sua teologia. Afinal de contas, a prédica é uma das maiores tarefas pastorais. Daí Barth dizer:
| “ | "Independente de minha formação teológica sempre fui impelido cada vez com mais intensidade, por inúmeras circunstâncias, a me ocupar com problemas pastorais como, por exemplo, o da pregação. Buscava - vós o sabeis certamente - abrir caminho entre os problemas da vida humana às voltas com as estranhas contradições da vida, proclamando-lhes a mensagem não menos estranha da Bíblia." | ” |

Para Barth, especialmente na fase da Dogmática Eclesiástica, a Bíblia é o testemunho que aponta para a eterna Palavra de Deus. Tanto a Bíblia como a história da salvação apontam para a Palavra de Deus, a verdadeira, absoluta e transcendental revelação de Deus. Segundo Barth, "dar testemunho neste contexto significa apontar a uma direção definida além de si próprio em direção a  outro alguém". 
Karl Barth enfatiza que Deus é livre, soberano e transcendente. Deus se dirige ao ser humano por intermédio de sua Palavra, que também é livre e soberana. A Palavra é o único fundamento de toda a teologia. Ela procede do próprio Deus, que permanece para sempre o seu sujeito. Por isso, ela tem autoridade. 
A teoria barthiana da tríplice manifestação da Palavra relaciona-se à forma como Deus se comunica com o ser humano. A Palavra nos atinge de três modos (em ordem decrescente de importância): 1. o próprio Jesus Cristo, que é a Palavra revelada de Deus; 2. mediante a Bíblia, que é o testemunho a respeito de Jesus Cristo; 3. a proclamação da Igreja, que comunica, através do Espírito Santo, o que diz a Bíblia. De acordo com Barth, por meios naturais o homem é incapaz de ouvir essa Palavra, mas o Espírito Santo imprime a revelação no coração humano. 
Para o teólogo suíço, a Palavra de Deus não é resultante de uma reflexão filosófica. Ela também não é um posicionamento sábio diante da angústia humana, mas revela a verdadeira natureza desta aflição. Por isso, para Karl Barth, o teólogo pode até empregar conceitos filosóficos, mas ele não deve se vincular a uma determinada corrente filosófica. Segundo esta perspectiva, velada ou abertamente, a teologia não poderia ser confundida com alguma corrente filosóflca, nem mesmo poderia ser adaptada às estruturas de alguma escola de pensamento. Numa teologia filosófica, o homem tentaria construir o caminho do conhecimento até Deus. Numa teologia que parte da Bíblia, é Deus quem traça este caminho. 
| “ | "O conteúdo da Bíblia não é constituído de modo algum pelos corretos pensamentos humanos a respeito de Deus, porém pelos exatos pensamentos de Deus a respeito do ser humano. Na Bíblia não consta como nós devemos falar de Deus, porém o que ele nos diz, não como nós encontramos o caminho até ele, mas como ele encontrou o caminho até nós." | ” |

Esta dependência do conceito de Palavra de Deus é que determina, para muitos comentaristas, o aspecto mais importante, original e central da teologia de Barth: a assim-chamada concentração cristológica. Nas palavras do próprio Barth: 
| “ | "A dogmática eclesiástica deve ser Cristológica no seu conjunto e em cada uma de suas partes. Pois o seu único critério é a Palavra de Deus revelada, atestada pelas Sagradas Escrituras e pregada pela Igreja; e esta Palavra revelada é idêntica a Jesus Cristo. Quando a dogmática não mais se entende nem sabe se fazer entender fundamentalmente como Cristologia é porque, de certo, caiu sob domínio alheio e começou a perder o seu caráter específico de dogmática eclesiástica." | ” |

## Traços fundamentais

### Deus – o Totalmente Outro
Por si mesmo o homem nada pode saber e dizer a respeito de Deus. Só podemos falar verdadeiramente de Deus o que ele mesmo transmitiu. Somente o que Deus revelou de si mesmo pode ser conhecido e comunicado pelo ser humano. A pessoa que pretende falar de Deus a partir de seus sentimentos e de seu raciocínio, está na verdade falando de um ídolo. O verdadeiro Deus é "Totalmente Outro" em relação ao ser humano – em tudo o que a pessoa pensa, sente, deseja, compreende e elabora. 
| “ | "Deus não é um poder ou uma verdade, Deus não é o Ser a ser descoberto pelo próprio ser humano para então lhe outorgar o título de divindade; ao invés, Deus é aquele que se tornou conhecido do ser humano como seu real Senhor, ao ir ao seu encontro agindo, julgando, perdoando, santificando, prometendo, isto é, ao se revelar a ele." | ” |

Deus é livre para amar. Nessa sua liberdade e em seu amor, ele deu seu Filho para a reconciliação com os homens, mesmo que o preço fosse a humilhação e a morte na cruz. O mistério de Deus é sua liberdade e seu amor ao se revelar em Jesus Cristo - verdadeiro Deus e verdadeiro homem. Desde toda eternidade, o Deus vivo decidiu ser o Senhor da aliança - para restabelecer a comunhão com o ser humano. Deus é em sua essência - desde toda a eternidade - o Deus do ser humano. Sem deixar de ser Senhor, sem abandonar sua liberdade - mas em amor ele é o Deus humano. Deus fala e a criatura responde com seu amor e obediência. Deus nunca renuncia à aliança estabelecida com a humanidade. Deus não abandona os homens nem mesmo quando eles se afastam dele. Mesmo se desviando de Deus, o ser humano não perde a imagem de Deus. Apesar de vivermos no mundo marcado pelo pecado, este também é o mundo criado por Deus em Jesus Cristo - que é o Senhor sobre um mundo amado, perdoado e chamado à ressurreição. Deus se deu a conhecer unicamente por intermédio de sua Palavra. 
| “ | "No início, antes deste nosso tempo e antes deste nosso espaço, antes da criação e, portanto antes de uma realidade distinta de Deus, e objeto de seu amor, antes que ela pudesse ser o palco das ações de sua liberdade, Deus antecipou em si mesmo (no poder de seu amor e liberdade, seu conhecimento e seu querer), já determinou como o alvo e o sentido de todo o seu agir com o mundo que ainda não existia: em seu Filho ser gracioso ao ser humano, pois ele queria se comprometer com ele. No início era a eleição do Pai, tornar verdade esta aliança com o ser humano, a quem entregou o seu Filho, para ele próprio se tornar um ser humano para a consumação de sua graça. No início era a eleição do Filho, para ser obediente à graça e entregar-se a si mesmo e tornar-se um ser humano, para que aquela aliança tenha sua realidade. No início era a resolução do Espírito Santo, para que a unidade de Deus, a unidade do Pai e do Filho por intermédio dessa aliança com o seres humanos não seja destruída, muito menos rasgada, muito mais seja mais gloriosa, para que a divindade de Deus, a divindade de sua liberdade e seu amor justamente nessa entrega do Filho se deva confirmar e comprovar. Essa aliança era no início. E como sujeito e objeto dessa eleição estava Jesus Cristo no início. Ele não estava no início de Deus: Deus não tem início algum. Mas ele estava no início de todas as coisas, no início de todo agir de Deus com a realidade que lhe é distinta. Jesus Cristo era a eleição de Deus em relação a esta realidade. Ele era a eleição da graça de Deus dispensada ao ser humano. Ele era a eleição da aliança de Deus com o ser humano." | ” |

Sempre enfatizando a absoluta transcendência de Deus, Barth surpreendeu com uma conferência denominada "A humanidade de Deus".

### A Revelação de Deus
Para uma correta compreensão, precisamos retornar às fontes: a auto-revelação de Deus e o testemunho da Sagrada Escritura. Deus é anterior a tudo o mais que existe. Ele também é o absoluto primeiro ao se decidir pela eleição. Ele é absolutamente livre, pois de outra maneira ele nem seria Deus. A demonstração de que o amor de Deus transborda é que ele é em si mesmo suficiente, não padecendo de solidão, mas decidiu, em sua glória divina, compartilhar-se a si mesmo. O transbordamento do amor de Deus é a essência divina. É um amor misericordioso e paciente. Como explica Barth:
| “ | A decisão de Deus em Jesus Cristo é uma decisão em graça. Se é verdade que em Jesus Cristo a plenitude da Divindade (Cl 2:9) tomou forma de corpo, então justamente Deus pode em toda plenitude, enquanto se distingue de tudo o que não é Deus, ser recebido como o soberano que se manifesta. Se é verdade que a plenitude de Deus se agradou em fazer morada em Jesus Cristo (Cl 1:19), então o próximo passo para uma doutrina cristã de Deus é inevitável. Também se torna imediatamente claro em que direção esse passo deve acontecer. Jesus Cristo é Deus em sua manifestação ao ser humano. Jesus Cristo é a decisão de Deus para esse procedimento. Ele próprio é esse procedimento divino. Deus não seria Deus sem o Filho sentado à direita do Pai." | ” |

Jesus Cristo é verdadeiro Deus, mas também verdadeiro ser humano e, como tal, representante da humanidade. Nós só reconhecemos Deus em Jesus Cristo. "Sem este ser humano e sem este povo, Deus seria um outro, um Deus estranho; de acordo com o conhecimento cristão, ele nem seria Deus." 
Ao falarmos de Deus, nós precisamos imediatamente pensar em Jesus Cristo e na humanidade que ele representa.

### Jesus Cristo – a Palavra de Deus
A eterna Palavra de Deus se uniu ao ser humano Jesus de Nazaré. E Deus estabeleceu uma aliança com o seu povo. Nós nos relacionamos com o Deus que se manifestou em Jesus Cristo. Esse testemunho da Sagrada Escritura impede que nossos pensamentos se dispersem. A Escritura Sagrada faz nossos pensamentos convergirem para a manifestação de Deus em Jesus Cristo. Deus só pode ser encontrado e conhecido em seu Filho e em sua Palavra. 
| “ | "Entre Deus e o ser humano encontra-se a pessoa de Jesus Cristo, ele próprio Deus e ele próprio ser humano, e assim intermediando entre ambos. Nele Deus se manifesta ao ser humano. Nele o ser humano reconhece Deus. Nele Deus se posiciona diante do ser humano e o ser humano se encontra diante de Deus, como é a eterna vontade de Deus e como é a eterna determinação do homem, correspondendo à vontade de Deus. Nele está estabelecido o plano de Deus com o ser humano, o juízo de Deus executado sobre o homem, a salvação de Deus consumada para o homem, a dádiva de Deus para o homem presente na plenitude, a reivindicação de Deus e a promessa de Deus pronunciada ao homem. Nele Deus se comprometeu com o ser humano. Ele é a Palavra de Deus, em cuja verdade tudo foi decidido, cuja verdade não pode ser sobrepujada e nem delimitada por nenhuma outra palavra. Ele é a Decisão de Deus, detrás e acima da qual não há anterior e nem superior e nem outra ao lado, contanto que todas as outras resoluções só podem servir para a consecução dessa uma. Ele é o Início de Deus, diante do qual não existe outro, exceto o único início que Deus tem em sei mesmo, assim que fora do próprio Deus ninguém e nada pode provir de outra parte, nem olhar em retrospectiva para um outro início. E é a Eleição de Deus, antes da qual, sem a qual e ao lado da qual Deus não efetivou outra, assim que diante dela, sem ela e ao lado dela ninguém e nada é eleito e desejado por Deus. E justamente ele é a eleição (e portanto também o início, a decisão, a Palavra) da livre graça de Deus. Pois, é livre graça de Deus que Deus elege isto: ser um homem em si mesmo, intermediar-se a si mesmo e vincular-se ao ser humano. Ele, Jesus Cristo, é a livre graça de Deus, na medida em que esta não só permanece idêntica com o ser interior, eterno de Deus, porém é poderosa nos caminhos e atividades de Deus para fora. Justamente por isso não existe nenhuma eleição, nenhum início e resolução, nenhuma Palavra de Deus antes e sobre, ao lado e fora dele. Livre graça é o único fundamento e sentido de todos os caminhos e obras de Deus para fora." | ” |

| “ | "A eleição de Deus é original e propriamente a decisão de Deus para que seja assim como está descrito no Evangélio de João 1:1-2: que verdadeiramente a Palavra – a Palavra, que é este que se chama Jesus – está no início, junto a ele mesmo, semelhante a ele mesmo e com ele sendo um na Divindade. Justamente por isso ela é per se eleição na graça. Que isso seja assim, em verdade não se compreende por si mesmo. Deus não seria Deus, ele não seria livre, se isso assim precisasse ser. […]. O eterno Deus não estava devendo ao ser humano em si mesmo ser o Deus que por essência portasse esse nome. Que ele de fato é este Deus, isto o ser humano não tem merecido, isto só pode lhe ser dado de presente." | ” |

### A Doutrina da Salvação
| “ | "Em sua liberdade, ele mesmo se torna em doador e dádiva enquanto ele estabelece a aliança. Observe-se: toda a soberania desse ato já se encontra no conceito da graça." Deus demonstra graça e se evidencia como Salvador e Protetor. Deus elege em sua graça e se volta para o ser humano. É o Deus da eterna eleição em sua graça. "A partir da luz dessa eleição o todo do Evangelho se torna luz. Na medida em que aqui é dito ‘sim’, todas as promessas de Deus são ‘sim’ e ‘amém’ (2 Co 1:20)." | ” |

O povo de Israel foi eleito. E os cristãos constituem o Israel renovado e verdadeiro, recebendo todas as promessas destinadas ao povo de Deus (1 Pe 2:9). 
| “ | "De acordo com a Sagrada Escritura, a eleição de Deus em graça é um determinado e esboçado agir divino que tende para um alvo, cujo objetivo direto e próprio de modo nenhum é a pessoa individual como tal, mas sim uma pessoa singular – e somente nessa pessoa singular o povo é chamado e comprometido (por intermédio dessa pessoa), e só então, nessa coletividade, é que os indivíduos são incluídos para um relacionamento pessoal com Deus. Somente naquela Pessoa singular (Jesus Cristo) é que a determinação divina corresponde a uma certeza para o ser humano. Em seu sentido rigoroso, somente Cristo pode ser entendido a caracterizado como ‘eleito’ (e ‘rejeitado’). Todos os outros são eleitos (ou rejeitados) em Cristo e não em sua própria individualidade." | ” |

### A eleição em Cristo
| “ | "A eleição em graça é a totalidade do Evangelho." "Ela é em si a essência de toda boa notícia. Como tal ela é compreendida e considerada digna na igreja cristã. Que Deus é em seu ser como aquele que ama em liberdade." "Deus elege. É isto que simplesmente precede todo o outro ser e acontecimento." | ” |

Barth atendeu a insistência de Pierre Maury e reformulou inteiramente a doutrina da eleição. A teologia dos reformadores foi devidamente Cristocêntrica quando eles abordaram o tema da predestinação. 
| “ | "Na doutrina da predestinação em si eu preferia ter ficado com Calvino em vez de me distanciar tanto dele." Barth salientou que a eleição está incluída na revelação plena de Deus em Jesus Cristo. Em Jesus se efetivou a eleição e também a condenação. Ele é o homem eleito e também o homem rejeitado (At 2:23). A doutrina da predestinação é a essência do Evangelho. "Ela é Evangelho; boa notícia, alegre, animadora, consoladora, mensagem solícita." "Sem dúvida, ela também projeta uma sombra. Nós não devemos deixar de ver e não devemos ultrapassar esse lado da questão. Mas ela é luz e não escuridão." | ” |

Barth ocupou-se com o conceito da dupla predestinação. A eleição e a rejeição se realizaram em Cristo, cujo destino reflete um processo intratrinitário: o Pai escolhe e rejeita o Filho e, nele, a humanidade toda. Jesus representa a escolha e a rejeição do ser humano. A cruz representa a rejeição de Jesus, sua morte condenatória, e a ressurreição expressa sua eleição eterna. Primeiro o Pai rejeitou, para depois elevar o Filho. O relacionamento entre o Pai e o Filho reflete o processo do drama intradivino. A predestinação é uma decisão eterna feita por Deus; os seres humanos são admitidos para a salvação, enquanto que o próprio Deus assumiu sobre si mesmo a condenação. Aquilo que ocorreu na vida de Jesus Cristo é um paradigma para a salvação de toda a humanidade. 
| “ | "Seu ‘sim’ não poderia ser ouvido onde também não é ouvido o seu ‘não’." "Mas em sua substância, ela (a eleição) diz em sua primeira e última palavra ‘sim’ e não ‘não’." "Na eleição de Jesus Cristo, que é a eterna vontade Deus, Deus confere ao ser humano (…) a eleição, a salvação e a vida; e confere a si próprio (…) a reprovação, a perdição e a morte." A doutrina da eleição determina de um modo inequívoco a compreensão do Evangelho. Ela não se encontra – de um modo ou outro – além do ‘sim’ e do ‘não’. "A doutrina da eleição é a essência do Evangelho, pois isto é o melhor que já pôde ser dito e ouvido: Deus escolhe o ser humano e é para ele aquele que ama em liberdade. Ela está fundamentada no conhecimento de Jesus Cristo, porque ele é em unidade o Deus que elege e o ser humano eleito. Ela pertence à doutrina de Deus, porque Deus, ao mesmo tempo que elege o ser humano, não só determina sobre ele, mas de maneira original sobre si mesmo. Sua função consiste no testemunho fundamental da eterna, livre e constante graça como o início de todos os caminhos e atividades de Deus." "Eleição – isso deve inicialmente somente sublinhar e esclarecer o que já é dito com a graça. Deus elege em seu amor alguém outro para a comunhão consigo mesmo. Isso significa por primeiro e acima de tudo: Deus elege a si mesmo em favor desse outro. Deus dá a si mesmo a determinação de não se bastar a si mesmo, na obstante ele ser suficiente para si mesmo. Ele dá a di mesmo a determinação do transbordar, do voltar-se e do descer. Ele se torna a si mesmo uma dádiva." | ” |

O conceito de eleição diz que a graça é graça, que Deus não a deve a ninguém e que ninguém a pode merecer, que a graça não pode ser objeto de uma reivindicação e direito da parte daquele que a vivencia, que ela é a resolução e a determinação de sua vontade. Mais uma vez: Deus elege a si mesmo o Deus da aliança. Ele elege, pois em sua glória ele não quer ser só, mas céu e terra, e entre ambos, permite aos seres humanos serem suas testemunhas de sua glória. 
| “ | "Ele elege a criação, o homem e a humanidade como o âmbito no qual ele quer ser gracioso." "Deus se elege a si mesmo como Deus da aliança." "Ele elege o homem de Nazaré para aquela unidade de ser consigo mesmo em seu Filho." | ” |

Todas as reflexões sérias sobre predestinação culminam no reconhecimento da liberdade da graça de Deus. O alvo dessas reflexões é que a graça, seja entendida como graça. É o reconhecimento da divindade do Deus da graça. Com a livre decisão de Deus nós nos defrontamos com o mistério: sua resolução oculta e impenetrável. Perguntar pelo sentido e pelo direito dessa escolha significa não reconhecer que se trata de Deus quem decide e escolhe. Nós nos defrontamos com o mistério da liberdade de Deus. Destacamos estes três pontos na reflexão da doutrina da predestinação: a liberdade de Deus, o mistério de Deus e a justiça de Deus. Somente num momento parcial a doutrina da predestinação é cosmovisão determinista. Precisamos aprender a compreender a atuação de Deus a partir de sua eleição em graça. O Deus que elege em graça é aquele que em sua liberdade e em seu amor se compromete. Uma soberania e uma onipotência genérica lhe é estranha. É um Deus que se compromete, se vincula e se relaciona. O todo-poderoso Deus, que governa o mundo, quer se dar a conhecer. Na eleição, ele revela quem ele é. Não se trata de um Deus abstrato, equiparável a um determinado princípio, mas do Deus que elege um povo para si. A eleição caracteriza a relação entre Deus e o ser humano. Em seu amor, Deus elege. E seu agir é a expressão de sua liberdade. 
| “ | "A eleição em graça é o eterno início de todos os caminhos e atividades de Deus em Jesus Cristo, na qual Deus em livre graça a si mesmo determina para o ser humano pecador e o homem pecador para ele e, portanto assume para si mesmo a rejeição do ser humano com todas as suas conseqüências e escolhe a pessoa para ter participação em sua própria glória." "O dogma da predestinação consiste pois na sua forma mais simples e mais abrangente nesta fase: a predestinação é a eleição de Jesus Cristo. O conceito de eleição fala pois de um duplo relacionamento: de um que elege e de um que é eleito. E assim também o nome Jesus Cristo encerra um duplo em si: aquele, que assim se chama, é verdadeiro Deus e simultaneamente verdadeiro ser humano. Conforme isso, aquela forma mais simples do dogma da predestinação se desmembra em duas frases, que soam assim: Jesus Cristo é Deus que elege, e Jesus Cristo é o homem eleito." | ” |

### A Providência de Deus
O fundamento da eleição é o livre amor de Deus. É assim que Deus se posiciona a favor de sua criação. Deus preserva sua criação e se entrega a si mesmo. Mas também existe resistência ao amor de Deus. O mundo se encontra numa situação de resistência a esse amor. E assim a eleição também traz consigo o seu oposto. Mesmo assim, Deus continua manifestando o seu amor à sua criatura; é a manifestação de sua graça. É a livre graça de Deus que elege. Deus pronuncia um sim para a sua criação. Ele elege a graça como graça e não como juízo. Deus procede assim em sua absoluta liberdade e movido por sua graça. Sempre de novo Deus procura alcançar sua criatura. A liberdade da graça de Deus é estendida para a pessoa que só pode ainda contar com a graça. A livre graça de Deus quer nos chamar para uma vida em obediência. Devemos viver a partir da força de sua graça. Quando o mistério da graça se torna o centro de nossa vida, então descobrimos que a vontade de Deus é a nossa santificação. O mistério da eleição em graça requer a nossa obediência, pois trata-se do mistério do Deus vivo e vivificador. Resistir ao amor de Deus significa viver fora do âmbito da eleição pela graça, e equivale a viver na inquietação. Viver na eleição pela graça significa viver na paz de Deus. A criatura pode silenciar e se aquietar diante do mistério divino. A justiça de Deus nos leva a constatar que poderíamos nos encontrar no âmbito da não-eleição, da rejeição. 
O Criador chama e escolhe, mas também rejeita aquilo que ele não elegeu. Ele pronuncia um "sim" para aquilo que ele quer, e um "não" para aquilo que não faz parte de seu propósito salvífico. Desde a eternidade Deus tem se voltado para o ser humano por intermédio de Jesus Cristo. Mas o homem tem tratado Deus como um estranho. Agora, se o homem quiser se queixar, que se queixe de si mesmo. A criatura traz em si a contradição - no relacionamento com Deus, consigo mesma e com os semelhantes. A criatura sempre convive com a possibilidade de uma queda. Essa realidade ocorre porque a criatura se recusa a viver sob a graça de Deus. Por isso, a culpa dessa ruptura é da criatura e não de Deus. Nós não podemos acusar Deus por ter criado uma criatura sujeita à tentação. Também não podemos acusar Deus por ter permitido a desobediência da espécie humana. Em seu plano eterno, Deus decidiu sustentar sua criatura. Mesmo tentado e dominado pela culpa, o ser humano não é abandonado por Deus. O ser humano se encontra no limite entre criatura de Deus e ouvinte da Palavra. Nesse limite a pessoa é confrontada com sua responsabilidade por aquilo que deveria ter feito e não fez.
O que é então o vazio, o inútil, o desprezível, o fútil, o caos? Somente Deus e sua criatura podem efetivamente ser. Aquilo que foi rejeitado não é nem Deus e nem criatura. Mesmo em se tratando de um não-ser, Deus se ocupa com o caos, lutando contra ele e superando-o. Devemos fazer distinção entre o inútil e desprezível e o lado sombrio da criação. A noite, a dor, a doença, a finitude da vida e toda a carência fazem parte da sombra da criação. E a criatura está sempre beirando esse lado sombrio. No entanto, estas provações nos são necessárias. E a elas podemos resistir. São males relativos e toleráveis. Mas, ao ultrapassar o limite do lado sombrio, a criatura atrai o caos, o desprezível para dentro do mundo criado. Deus é Senhor sobre aquilo está à sua direita e à sua esquerda. O caos, que está à esquerda, não deve ser visto como um segundo deus. O poder, que o desprezível possui, foi-lhe permitido por Deus. Não sendo Deus e nem criatura, o rejeitado é a contradição em si mesmo, é a possibilidade impossível daquilo que foi desprezado por Deus. O inútil se nutre daquilo que Deus não quer. 
Essa é a sua possibilidade de subsistir. Mas o inútil não é idêntico ao nada. Deus sempre quer agir de modo positivo, pois é assim que ele manifesta a sua graça. Tudo aquilo que se subtrai à graça de Deus. vem a ser aquilo que Deus não quer e, portanto, rejeita. Toda oposição e adversidade à graça de Deus vêm configurar o retorno do caos. Essa rejeição da graça de Deus é o mal (do ponto de vista cristão). Nesse sentido, o maligno é uma privação. A graça de Deus é o fundamento e a norma de todo o ser, bem como a fonte e a medida de todo o bem. Ao negar a graça de Deus, o desprezível se configura como corrupto e corruptor. O inútil não é neutro. É antes um inimigo, que insulta a Deus e ameaça a criatura. O vazio é o impossível e o insuportável. O vazio toma a forma de pecado e, nessa configuração do mal, gera a morte. Não se trata de um fenômeno da natureza, pois o inútil nem pode ser explicado. Aquilo que conseguimos explicar, pode ser enquadrado em normas e medidas. Mas o inútil é o anormal e o sem medida. O inútil não segue lei alguma. É unicamente desvio, transgressão e maldade. O inútil não pode ser explicado, apenas pode ser constatado como sendo a adversidade. Em sua forma de pecado, o inútil é percebido como culpa, e em sua configuração do mal e morte, como castigo e necessidade. A livre graça de Deus é o princípio básico de todos os relacionamentos do Criador com sua criatura. Mas a livre graça de Deus não fica sem contestação; o inútil se intromete como contradição e adversidade. Concluímos, portanto que o confronto com o inútil vem a se constituir em assunto de Deus. A causa de Deus é combater e vencer o caos. Com suas próprias forças, a criatura não consegue resistir ao inútil. 
Gênesis 3 mostra que, na disputa com o inútil, a causa da criatura está perdida. Ao invés de buscar a ajuda de Deus, a criatura tentou disputar por conta própria, procurando se igualar a Deus. A livre graça de Deus é o bem, que é a atuação da misericórdia. Ao se opor à graça de Deus, o inútil vem a se constituir no mal. O Criador conhece o inútil, que é aquilo que ele não escolheu e não quis. Ele conhece o caos e sua dimensão medonha e terrível. Ele conhece esse poder que tem ascendência sobre a criatura. Mas ele permanece Senhor também sobre aquilo que se constitui em ameaça para a criação. Deus jurou fidelidade à sua criatura ameaçada. Ele é solidário com sua criação. O próprio Deus assumiu o confronto com o inútil. Ao enviar seu Filho para a crucificação, Deus preferiu ser um Deus desgraçado, que um Deus bem-aventurado de criaturas desgraçadas. Com a profunda humilhação de Cristo, Deus investiu toda sua glória. O majestoso Deus se apresentou como uma criatura ameaçada, fraca e tentada. E de fato ele se tornou uma frágil criatura em Jesus Cristo. Cabe à criatura escolher unicamente para si o bem, ou seja, colocar-se sob a graça de Deus, e ter o inútil contra si do mesmo modo como Deus o tem. Assim procedendo, não será difícil dominar o inútil. 
Escolhendo o auxílio de Deus, a criatura descobre o que unicamente é bom para ela. Deus intervém em favor de sua criatura. Quando alguém se torna receptivo à graça divina, percebe também o quanto é fortalecido em seu viver. No âmbito vazio da auto-suficiência prospera a preguiça do ser humano, que dá espaço ao inútil, para em seguida ser subjugado. Sob as asas da misericórdia de Deus prospera o ânimo. Nosso olhar se volta para a ressurreição de Jesus Cristo, mas também se abre para a sua volta gloriosa. A partir dessa confissão de fé nós podemos chegar a uma só resposta: o inútil é a velha ameaça, a desordem e a corrupção que queria dominar a criação, mas que está vencido por intermédio de Cristo. Derrotado por Cristo, o inútil não precisa mais ser temido. Os reformadores Lutero e Calvino não tinham o menor respeito pelo mal. Sabiam que ele existe, mas não o consideravam digno de respeito. Os reformadores sabiam que existe uma maldade que está além da oposição dos homens. O inimigo de Deus é também inimigo de sua criatura. Nós não devemos fugir das lutas, que devem ser enfrentadas. Nem devemos nos esquivar daqueles sofrimentos, que têm um propósito em nossa vida. 
Na oração do Pai Nosso nós pedimos "livra-nos do mal", o que significa: "arranca-nos de suas fauces". O mal tem poder sobre nós porque somos pecadores. Nós precisamos estar atentos para a tentação escatológica, que pode nos levar à queda total, à extinção definitiva. Esse mal supremo e infinito não pertence à criação. Encontra-se no limite sinistro da criação e se nutre a partir da desordem. O mal absoluto se impõe à criação na forma de pecado e morte. Aparece no domínio ilegítimo, incompreensível e inexplicável, e a Bíblia o denomina de Diabo. Sozinha, a criatura não tem como se defender desse perigo. Mas Deus é superior e detém o controle. Sem a proteção de Deus, nada podemos contra o maligno. Ali onde Deus está ausente e não é o Senhor, um outro ocupa o lugar e domina. É totalmente impossível resistir ao mal, se Deus não estiver conosco. Que Deus nos liberte desse pseudo-império, liderado pelo usurpador. O nosso olhar de fé - para o passado e para o futuro - tem como fundamento a Palavra de Deus. A intervenção de Deus derrotou o inútil. Não há mais razão para tributarmos respeito ao inútil. Jesus Cristo reduziu o maligno a um espantalho ridículo. A obediência da fé nos proporciona liberdade. E a nossa fé nos mostra que o inútil foi derrotado por Jesus Cristo, nosso Senhor, que proporciona um novo começo à nossa vida. Não há mais espaço para o inútil na vida de quem tem fé.

### A Livre Graça de Deus
Deus estabeleceu uma aliança com a humanidade. Sua decisão primordial em Jesus Cristo é o fundamento e o alvo de todo o seu agir: é a graça. 
"Deus se deu a conhecer por intermédio dele mesmo. Ele é o Deus vivo que ama em liberdade." "Deus é amor. Mas ele é também a liberdade absoluta." A manifestação de Deus em Jesus de Nazaré é uma decisão de sua soberania divina. É a demonstração de sua misericórdia, justiça, constância e onipotência. Deus age movido pela sua graça e pelo seu amor. Ele elege em sua liberdade divina. 
| “ | "Enquanto Deus age em sua livre graça, ele quer, espera e exige algo de seu companheiro de aliança." "Ele o determinou e criou para ser parceiro nessa aliança; para isso ele o elegeu e chamou; como tal ele o atrai para a responsabilidade." "Ele transforma essa responsabilidade no sentido de toda sua existência." "Ele o chama à ordem e o mantém em ordem, na medida em que ele lhe manifesta sua ordem e enquanto ele vigia para que ele se mantenha em ordem." "Aquele que é eleito recebe justamente com isso um Senhor." "Não existe graça sem o senhorio e a reivindicação da graça." | ” |

Existe uma conexão entre a graça e a reivindicação de Deus.

### A Igreja de Jesus Cristo e seu Compromisso
A característica essencial da igreja é ouvir a Deus. 
| “ | "Aquilo que faz da igreja uma igreja não é isto ou aquilo, por mais indicado e necessário que seja, mas sempre uma só coisa: que a pessoa ouve porque Deus lhe falou, e ela ouve o que Deus lhe falou." "Igreja existe ali onde o ser humano presta ouvidos a Deus." "O caminho da igreja sempre foi e sempre será um caminho estreito." "O mundo nem sempre foi grato à igreja por ela ignorar seus deuses." "(…) a vida na igreja e a vida da própria igreja terão que ser vida em humildade e serviço". "Na vida pública e privada das pessoas sempre haverá dominação. Estado é dominação, cultura é dominação, mesmo o melhor e mais puro desenvolvimento da essência humana é dominação. Ninguém de nós não participa de dominação humana, ninguém deixa de buscá-la de algum modo. Dominação humana sempre é dominação pecaminosa, perversa." "Ela (a igreja) precisa levantar outro sinal que não seja o da dominação." "(…) a dominação religiosa (…) é a mais terrível forma de dominação humana". O clericalismo é uma dominação e uma caricatura da igreja. "O sinal a ser colocado pela igreja, ou melhor, o sinal sob o qual a igreja originalmente está colocada, se chama serviço, e não dominação." "A igreja não é igreja dos devotos, e sim igreja de Jesus Cristo." "A igreja não vive em arbítrio próprio, por mais bem-intencionado que seja, e sim ela vive em obediência." "A voz orientadora, por intermédio da qual nós nos deixamos instruir por Deus mesmo sobre Deus, foi, pois, a voz de Jesus Cristo." | ” |

É a voz que deve reinar sozinha na Igreja. Deus é o sujeito de tudo aquilo que deve ser dito e ouvido na Igreja. Barth salientou que a dogmática deve ser necessariamente eclesiástica.
| “ | "Ninguém poderá ser teólogo dogmático sem ter recebido a missão de ser "doutor da Igreja", isto é, alguém que, na Igreja ensinará à Igreja as doutrinas da Igreja, não na qualidade de simples erudito, mas de um homem realmente chamado a ensinar. Eleição é no Novo Testamento a determinação divina para o discipulado, para o apostolado, para a comunidade: para o apostolado, contanto que este constitui a comunidade, para a comunidade, contanto que esta é constituída de apostolado, de uma maneira ou de outra, a determinação divina para a participação na salvação do futuro messiânico. É aquele ‘livro’ escriturado por Deus (Ex 32:32), que tem sido identificado como razão com a eleição em graça, de acordo com o Sl 69:29 denominado de modo inequívoco o ‘livro dos vivos’ ou de acordo com a designação do Novo Testamento (Fl 4:3; Ap 3:5; 17:8; 20:12.15) o ‘livro da vida’: não se pode permanecer nesse livro; pode-se ser novamente apagado; esse livro não contém eventualmente duas colunas, porém apenas uma." | ” |

Esta é a verdade que a Igreja deve ouvir e ensinar. Barth abordou a ética na exposição da auto-revelação de Deus em Jesus Cristo. A ética foi incluída na doutrina de Deus. E, assim, a ética cristã é considerada novamente como intrínseca à dogmática. Não podemos identificar a ética cristã com a filosófica. A ética cristã é analisada à luz da soberana liberdade de Deus, revelado em Jesus Cristo. A ética cristã se orienta a partir da revelação. E a ética filosófica, a partir da razão. Esta requer "uma reta norma de razão". A ética cristã não está empenhada em encontrar o Bem, assim como a ética filosófica propõe. Para a ética cristã, o Bem já é conhecido e pressuposto. A ética cristã se interessa em saber "o que eu devo fazer, como crente em Jesus Cristo e membro de sua igreja". Para a ética cristã é central o tema da obediência. Observamos, portanto, que a preocupação de uma, não se constitui em tema relevante para a outra. A ética filosófica entende que o homem elabora os seus princípios éticos. A ética cristã tem como ponto de partida a busca pela vontade de Deus, que é determinante para a formulação de princípios de conduta. Deus inicia e estabelece a humanidade do homem. "Precisamente porque a eleição divina é a determinação última do homem, surge a questão da autodeterminação do homem à luz de sua determinação por Deus". A ética cristã não necessita e nem pode rechaçar a ética filosófica, e não o faz. É a ética filosófica que deve rechaçar a ética cristã, e o faz. A ética cristã não repudia e nem ignora a filosófica. A ética teológica deve incluir toda a verdade ética sob o âmbito da graça de Deus. "Porém, precisamente porque tal relação entre a ética teológica e filosófica é básica e concreta, trata-se de uma relação crítica, não de colaboração". 
Uma ética cristã tem como origem e base o mandamento de Deus. É neste aspecto que a ética filosófica se torna insuficiente. 
| “ | "Como se posiciona a ética cristã perante o mundo da moral humana, isto é, diante dos costumes e hábitos, diante das regras de vida, diante das velhas e também diante das novas, diante das tradicionais e talvez também revolucionárias, nas quais o ser humano imagina reconhecer e fazer "o bem" de modo aparentemente independente da história das mesmas? Responde-se a isso: a ética cristã perpassa todo o mundo da moral, prova tudo e mantém o melhor, somente o melhor, e isso significa o modo pelo qual a graça de Deus melhor é louvada. Certamente não pode ser diferente: a ética cristã sempre de novo ocasiona surpresas ao ser humano com seu padrão moral". "A graça de Deus protesta contra toda ética humanamente estabelecida como tal. Porém, é um protesto positivo: a graça não só não nega o homem, senão que afirma mais ainda o homem ao perseguir a solução do problema ético que a graça proporciona em refutação ativa, resolução e suspensão de todas as respostas humanas a esse problema" | ” |

. 
Barth enfatiza a íntima relação entre a conduta do homem e a sua existência como pessoa. A preocupação ética é na verdade o questionamento pela bondade, pela integridade, pela retidão, pela autenticidade existencial. E assim Barth conseguiu conduzir o protestantismo da acomodação racionalista liberal para um retorno ao pensamento dos reformadores. Desta maneira ele resumiu sua caminhada teológica: "Quando olho para a minha vida que ficou para trás, vejo-me como alguém que sobe às apalpadelas na escuridão de um campanário. E, ao fazê-lo, sem perceber, ao invés do corrimão da escada, segura uma corda, a corda do sino. E, de repente, cheio de consternação, ele ouve o sino começar a tocar. E, naturalmente, não é só ele que o escuta".
Em 1957, o teólogo católico Hans Küng obteve o grau de doutor em teologia com a tese Justificação: a doutrina de Karl Barth e uma reflexão católica. Hans Küng argumentou que a teologia de Barth concorda com a da Igreja Católica Romana e vice-versa. O Papa Pio XII considerou Karl Barth "o maior teólogo desde Tomás de Aquino".